# Vahtijärvi (sjö i Finland)
Vahtijärvi är en sjö i Finland. Den ligger i kommunen Savukoski i landskapet Lappland, i den norra delen av landet, 800 km norr om huvudstaden Helsingfors. Vahtijärvi ligger 212,5 meter över havet. Arean är 15,3 hektar och strandlinjen är 1,64 kilometer lång. Sjön  ingår i Kemi älvs huvudavrinningsområde. 